# 사보이아 공국
사보이아 공국(이탈리아어: Ducato di Savoia 두카토 디 사보이아[*])은 1416년부터 1860년까지 사보이아 가문이 통치했던 나라이다. 사보이아 공국은 오늘날 이탈리아 북부와 프랑스, 스위스의 영토 일부를 포함하였다. 사보이아 백국을 계승했으며, 상부 라인강 서클의 일원으로서 신성로마제국에 종속되어 있었다.

## 역사

### 15세기
사보이아 공국은 신성로마제국 황제 지기스문트가 1416년에 아마데오 8세 백작에게 공작 작위를 수여하면서 세워졌다. 공국의 영토는 모리엔, 발레다오스타, 피에몬테가 포함되었다.
사보이아 백국은 육지에 둘러쌓여 있었으나 1388년 아메데오 7세는 니차(Nizza 현 프랑스 니스) 주변 수 킬로미터의 해안선을 획득했다. 이 해안선 확장을 제외한다면 14세기는 전반적인 침체기였다. 특히 프랑스 같은 이웃 국가들의 압력으로 인해 해안선 획득이 어려웠으며, 이것이 르네상스 시대의 사보이아 공국을 특징지었다.
아메데오 8세 통치 시기는 사보이아의 경제와 정책의 전환점이 되던 시기였고, 이 영향은 나라의 역사에 깊은 흔적을 만들었다. 그의 장기 통치 중 두드러진 것으로서 전쟁(그는 몬페라토 공국과 살루초 공국을 물리치고 영토를 확장하였다)과 더불어 개혁과 법령 제정이 있었으며 그리고 일부 논란거리가 될 행동들도 있었다. 첫째로는 1434년에 그가 성 모리스회를 세우고 리파이 성으로 들어가 은자로서의 삶을 살았던 일이다. 1439년에는 펠릭스 5세로서 대립교황으로 옹립되는 것을 수락하였다. 하지만 그는 기독교도의 일치를 해친다는 두려움 때문에 10년 만에 대립교황직을 그만두었다.

1494년의 이탈리아.

아메데오 8세 정부의 두 번째 중요 행위는 1424년 8월에 피에몬테 공국을 세운 것인데, 이 대공국을 관리하는 일은 가문의 장자에게 영예로운 칭호로서 맡겨졌다. 공작은 대부분 옛 사보이아 지배지로부터 형성된 영토를 남겼다.
교양있고 세련된 사람이던 아메데오 공작은 예술에 큰 중요성을 두었다. 여러 예술가들 중에서 자코모 야퀘리오가 공작과 함께 문학과 건축 분야에서 힘쓰며, 이탈리아 피에몬테 지역에 예술이 도입되는 것을 장려하였다.
하지만 그의 장남 아메데오가 1431년에 이른 나이로 사망하자, 둘째 아들 루도비코가 작위를 계승하였다. 다시 루도비코를 계승한 병약한 아메데오 9세는 극히 독실하였지만, 실제적인 권력을 행사하지 못하고 아내이자 루이 11세의 여동생인 욜랑드 드 발루아(비올란테 디 발루아)에게 대단히 중요한 결정들을 내리도록 허용하였다. 이 시기에 프랑스는 사보이아 국가적 사안들을 비교적 마음대로 통제하였으며, 피에몬테는 프랑스 왕에게 종속되어 있었다.
이 시기에 공국의 경제는 전쟁 뿐만이 아니라, 비올란테의 형편없는 통치 그리고 베르첼리의 빈민들에 대한 아마데오 9세의 끊임없는 기부로 말미암아 어려움을 면지 못했다. 나라의 미래는 소년인 필리베르토 1세의 손에 맡겨졌지만 10년을 통치한 뒤, 17살이란 이른 나이에 사망하였다. 그의 자리는 국가 부흥의 약속처럼 보인 카를로 1세가 계승하였다.

### 16세기
1504년에 필리베르토 2세가 사망하자, 상당히 약한 통치자였던 선량공 카를로 3세가 이어받았다. 1515년 이후로 피에몬테는 외국 군대에게 점령당하였고, 사보이아 공국을 영구적으로 합병시킬 기회만을 엿보던 프랑스 왕 프랑수아 1세는 1536년 강력한 군대를 보내 사보이아 공국을 점령하도록 명령을 내렸다. 카를로 3세는 나라가 약해졌다는 것을 너무 늦게 깨달았고, 토리노를 사수하고자 하였다. 하지만 같은 해 4월 3일에 함락되고 말았다. 카를로 3세는 베르첼리에서 다시 한번 반격을 시도하였지만, 사보이아 공국이 프랑스의 점령에서 벗어날 수는 없었다.
에마누엘레 필리베르토 디 사보이아 공작은 사보이아 공국의 장차의 정책에 크나큰 영향을 미쳤던 공작으로, 20년 넘게 이어진 프랑스의 점령을 끝냈다. 생캉탱 전투의 승리를 직접 이끈 결과 카토캉브레지 조약이 1559년에 체결되면서, 사보이아 공국의 모든 자치권을 회복할 수 있었다.
프랑스를 더 이상 신뢰할 수 없다는 것을 깨달은 에마누엘레 필리베르토는, 수도를 치타델라(Cittadella, 이는 여전히 남아있지만, 도시가 커져감에 따라 파괴되었다)라고 알려진 복잡한 요새화 기능을 갖추어 보다 나은 방어 시설이 있던 토리노로 천도하였다. 플랑드르에서 쌓은 군사적 경험으로, 에마누엘레 필리베르토는 어떻게 군대를 운영해야하는지를 배웠다. 그는 사보이아 공작 중에 처음으로 나라에 용병들로 구성된 것이 아니라 특별히 훈련된 피에몬테 출신 병사들로 이뤄진 군사 조직체를 설치하였으며, 공국의 공용어를 라틴어와 프랑스어가 아닌 이탈리아어로 정하면서 사보이아 공국이 이탈리아 역사에 등장하는 계기를 마련하였다.
그의 아들 카를로 에마누엘레 1세는 몬페라토 군주국, 이전 1601년에 리옹 조약에서 프랑스에게 내준 살루초로 영토를 확장하였다. 불행히도, 카를로 에마누엘레의 전쟁 대부분은 패배로 끝을 맺었다. 그럼에도 불구하고 그는 다재다능하고 세련된 사람이었으며, 시인이자 유능한 개혁가였기에 "위대한 카를로"로 기억되고 있다. 그는 유럽의 강국들에 대한 극심한 위험의 시기에 공국을 다스렸고 합스부르크 왕실로부터의 지원을 받아냈다. 카를로 에마누엘레의 정책은 살루초 후작 재산 분쟁, 만토바와 몬페라토 공국의 계승 전쟁 같은 국제적 전쟁에 기본을 두었다. 보통 사보이아는 이러한 때에 개입하지 않았지만, 스페인과 함께 세력을 가졌을 때는 프랑스를 만나 물러나야 했다(그 예로 수사 조약이 체결됐다).

### 17세기
17세기 동안, 베르사유 궁전의 영향력이 피에몬테를 압박하였다. 밀라노 공국과 가까이 있었기 때문에, 피네롤로(사보이아의 가장 강력한 요새 중 하나) 처분되고 나서, 프랑스에 배치된 군대는, 토리노 근처에 있었다.

## 역대 사보이 공작 목록
- 아메데오 8세 : 1391년–1440년(공작 작위는 1416년 이후)
- 루도비코 : 1440년–65년
- 아메데오 9세 : 1465년–72년
- 필리베르토 1세 : 1472년–82년
- 카를로 1세 : 1482년–90년, 사보이아 가문 출신 중 최초의 명목상 예루살렘, 아르메니아, 키프로스의 왕
- 카를로 조반니 아메데오 : 1490년–96년
- 필리포 2세 : 1496년–97년
- 필리베르토 2세 : 1497년–1504년
- 카를로 3세 : 1504년–53년
- 에마누엘레 필리베르토 : 1553년–80년
- 카를로 에마누엘레 1세 : 1580년–1630년
- 비토리오 아메데오 1세: 1630년–37년
- 프란체스코 자친토 : 1637년–38년
- 카를로 에마누엘레 2세 : 1638년–75년
- 비토리오 아메데오 2세 : 1675년–1730년, 1713년–1720년까지 시칠리아의 왕이었고, 그후에는 사르데냐의 왕이다.[note 1]
- 카를로 에마누엘레 3세 : 1730년–1773년
- 비토리오 아마데오 3세 : 1773년–1796년
- 카를로 에마누엘레 4세 : 1796년–1802년
- 비토리오 에마누엘레 1세 : 1802년–1821년
- 카를로 펠리체 : 1821년–1831년
- 카를로 알베르토 : 1831년–1849년
- 비토리오 에마누엘레 2세 : 1849–1860